# ریونس
ریونس (انگلیسی: Rayveness؛ زادهٔ ۱۹ ژوئن ۱۹۷۲) بازیگر پورنوگرافی و کواکر اهل ایالات متحده آمریکا است. او مشمول تالار افتخارات ایکس‌آرسی‌او و همچنین تالار افتخارات ای‌وی‌ان نیز شده‌است. وی در سن ۱۸ سالگی وارد صنعت فیلم بزرگسالان شد و در آغاز تنها با شوهر آن زمانش، که نام مستعارش رد بون (به انگلیسی: Red Boan) بود و هنرپیشگان زن فیلم بازی می‌کرد. در سال ۱۹۹۷ از همسرش جدا شد و کار با سایر بازیگران مرد را شروع کرد. در سال ۲۰۰۰ وی دوباره با تاد الکساندر (به انگلیسی: Tod Alexander) بازیگر پورن ازدواج کرد اما در ۲۰۰۳ طلاق گرفتند.